# Gheorghe Dolgu
Gheorghe Dolgu (n. 2 aprilie 1929, București – d. 22 septembrie 2017, Brașov) a fost un economist român, membru de onoare al Academiei Române din 2010.

## Distincții
- Medalia Muncii (16 august 1956) „cu ocazia încheierii activității Școlii Superioare de Științe Sociale «A. A. Jdanov»”[1]
- Ordinul „Steaua Republicii Socialiste România” clasa a IV-a (25 decembrie 1967) „pentru merite deosebite în opera de construire a socialismului, cu prilejul celei de-a XX-a aniversări a proclamării Republicii”[2]